# Халахала

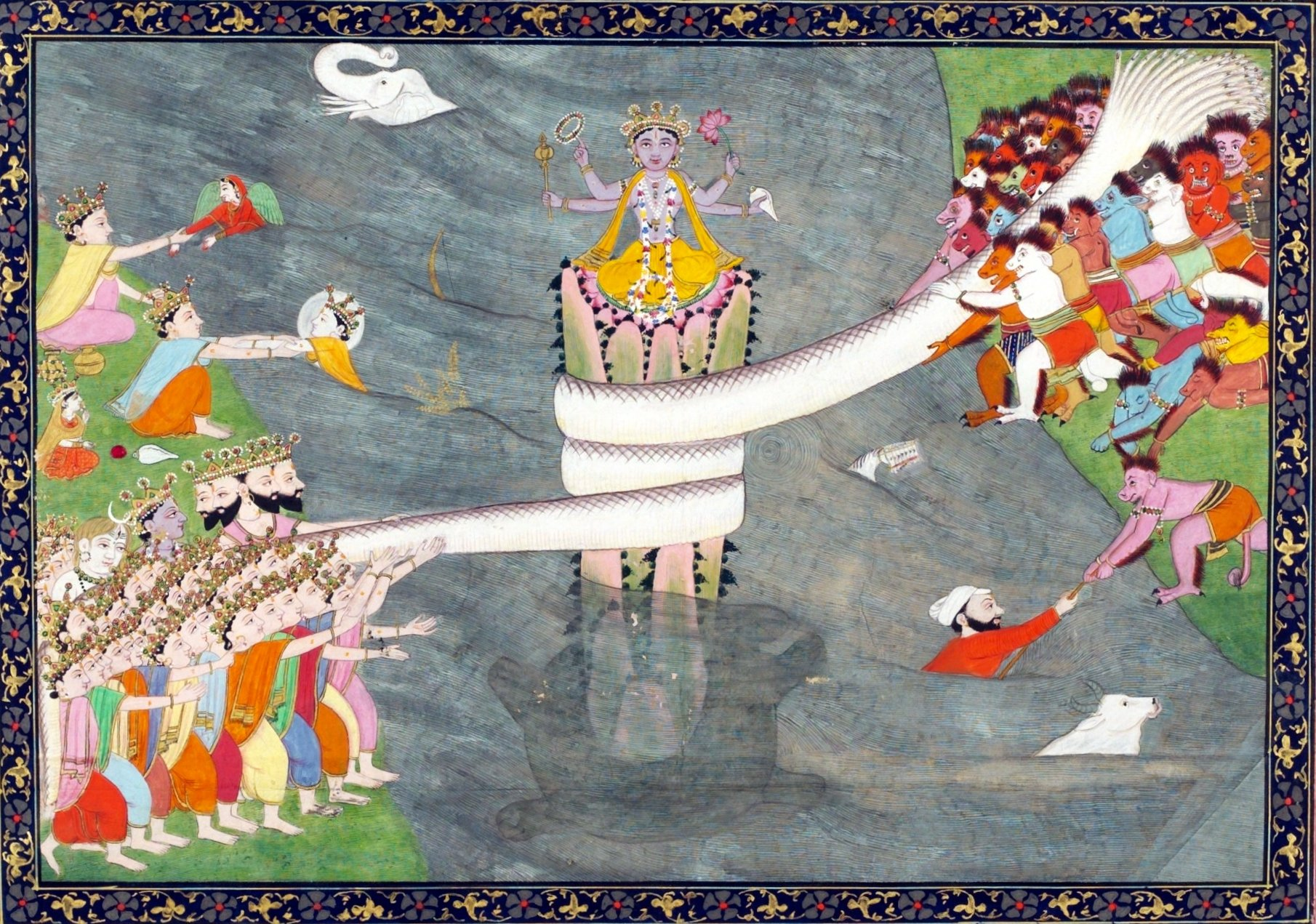
Картина с изображением пахтанья Молочного океана. Ок. 1870.

Хала́хала (санскр. हलाहल, IAST: Halāhala) или калаку́та (санскр. कालकूटं, IAST: kālakūṭa) — в индуистской мифологии — яд, полученный при пахтаньи Молочного океана девами и асурами, намеревавшимися получить из океана нектар бессмертия (амриту). От пахтанья из глубин океана сначала поднялся смертельный яд халахала. Яд начал разливаться во все стороны и никто не мог этому воспрепятствовать. Тогда находившиеся в сильном испуге девы во главе с Вишну обратились за помощью к Шиве. Они нашли его на вершине горы Кайлаша, где он восседал со своей супругой Парвати. Девы склонились перед Шивой и вознесли ему молитвы, всячески прославляя его и прося его спасти их от жгучего яда, который к тому времени стал разливаться по всем трём мирам. Своими молитвами девы стремились сделать Шиве приятное, чтобы тот согласился избавить их от опасности яда халахала. Вскоре Шива преисполнился сострадания к находившимся в опасности обитателям вселенной. Хотя яда было так много, что он разливался по всей вселенной, Шива, с помощью своих мистических сил, уменьшил его количество и собрав весь яд в ладонь, выпил его. Яд оставил на шее Шивы синюю полосу и с тех пор он известен под именем Нилакантха (синешеий). Услышав о том, что произошло, Парвати, Брахма, Вишну и все девы вознесли Шиве благодарственные молитвы.
Согласно одной из версий легенды, когда после принятия яда Шиве захотелось выпить свежей воды, он ударил по земле своим трезубцем. В тот же миг возникло озеро Госайкунда, которое по сей день является местом паломничества для индуистов.